# وینچنتسو کونت داندولو
وینچنتسو کونت داندولو (ایتالیایی: Vincenzo, Count Dandolo؛ زاده درگذشته ۱۲ دسامبر ۱۸۱۹) یک دانشمند در زمینه کشاورزی و شیمی اهل ایتالیا بود.